# 22e corps de fusiliers
Pour les articles homonymes, voir 22e corps d'armée.
Le 22e corps de fusiliers (en russe 22-й стрелковый корпус) est une grande unité de l'Armée rouge puis de l'Armée soviétique, formée en 1940 à partir de troupes estoniennes et dissous en septembre 1941. Le corps est remis sur pied en 1943 en Transcaucasie, combattant sur le front de l'Est jusqu'en 1945 et sa dissolution. Reformé de nouveau en République socialiste soviétique d'Arménie en 1949, il est une nouvelle fois dissous en 1956.

## Première formation
Le 22e corps territorial de fusiliers soviétique est constitué en juin 1940 à Tallinn, au moment de l'occupation des pays baltes par l'Armée rouge. La république d'Estonie devient la république socialiste soviétique d'Estonie (l'annexion se fait sous couverture d'un plébiscite) et son armée est intégrée dans celle soviétique : ses unités forment les 180e et 182e divisions de fusiliers (ru), le 614e régiment d'artillerie et le 22e escadron d'aviation de corps (l'ex aviation estonienne : sept bombardiers biplans Hawker Hart et cinq avions de reconnaissance Henschel Hs 126). L'uniforme estonien est conservé, avec en prime les insignes soviétiques.
Le territoire des trois républiques baltes correspond désormais au district militaire balte, qui en cas de guerre doit être transformé en un front. Le 3 juin 1941, le major-général Alexandre Sergueïevitch Ksenofontov (Ксенофонтов) est nommé commandant du corps, remplaçant le lieutenant-général estonien Gustav Jonson (arrêté le 19 juillet, condamné à mort le 15 mai 1942, exécuté le 15 novembre). Les 13 et 14 juin, le NKVD arrête 224 officiers du 22e corps, jugés peu fiables et remplacés par d'autres soviétiques.
Le 22 juin 1941, le 22e corps fait partie de la 27e armée soviétique, en seconde ligne du front du Nord-Ouest, derrière la Dvina. Ce fleuve est atteint par le 56e corps allemand de Manstein à Daugavpils dès le 26 juin et bordé partout par les Allemands le 1er juillet. Le 22e corps se désagrège dès qu'il est engagé autour de Porkhov, les Estoniens désertant massivement (dont Ain-Ervin Mere, officier de l'état-major de la 180e division) ; le 7 juillet, la Stavka ordonne de retirer aux 22e, 24e et 29e corps tous les Baltes. La 27e armée est repoussée, perdant Ostrov le 4, puis Pskov le 9 juillet, la 180e division participe à la contre-attaque de Soltsy du 14 au 18 juillet, mais le corps est défait autour de Dno à la fin juillet, puis de Staraïa Roussa en août, s'accrochant en défensive sur la rive droite de la Lovat.
Ce qui reste du corps est retiré du front à partir du 25 août, puis dissous le 22 septembre 1941 ; les rescapés estoniens forment des bataillons de travailleurs, envoyés loin dans le nord sur ordre de Lev Mekhlis. Les survivants seront ensuite affectés aux 7e et 249e divisions de fusiliers du 8e corps formé en août 1942. Quant aux déserteurs estoniens passés côté allemand, plusieurs participeront à la formation de la légion estonienne, puis de la 20e division de grenadiers Waffen SS (tel que Georg Sooden).

## Seconde formation
Le 22e corps de fusiliers soviétique est recomposé le 20 février 1943. Affecté d'abord au front du Nord-Caucase, il participe à la reconquête de la péninsule de Taman (septembre-octobre 1943). Puis au sein de la 18e armée du premier front ukrainien, à l'offensive Dniepr-Carpates (janvier à avril 1944) ; dans la 3e armée de la Garde, à l'offensive Lvov-Sandomir (juillet-août 1944) ; enfin dans la 6e armée, à l'offensive Vistule-Oder (janvier-février 1945) à partir de la tête de pont de Sandomir, fonçant jusqu'en Silésie, et à l'offensive Prague (mai 1945). Le corps est dissous en juillet 1945 à Breslau.

## Troisième formation
Le 22e corps soviétique est réorganisé le 1er septembre 1949 à Erevan, au sein de la 7e armée de la Garde du district militaire transcaucasien. Le corps est finalement dissous le 9 juin 1956.